# The Works Tour

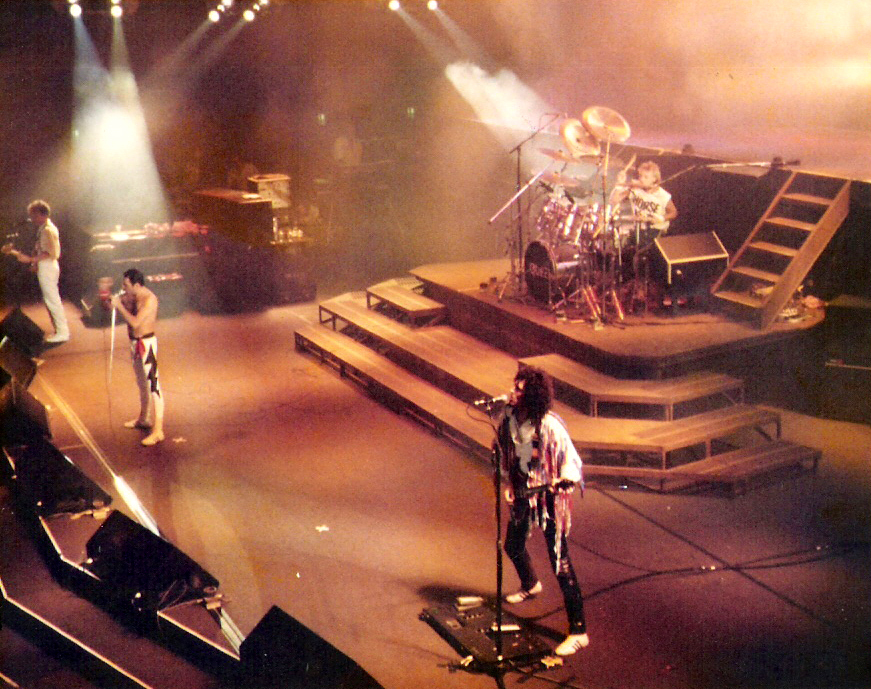
1984年9月26日、フランクフルト公演での写真。

The Works Tourは、イギリスのロックバンド、クイーンが1984年から1985年にかけて行ったコンサート・ツアーである。

## 概要
1984年10月にバンドはボプタツワナのサンシティで12公演を行う予定だったが、フレディの喉の調子が悪化して公演を続行できなくなり、3つの公演をキャンセルすることになった。当時イギリスの音楽家ユニオンは南アフリカのアパルトヘイトに対抗して同地でコンサートを行うことを禁止していたので、彼らに非難が殺到した。
ツアー中の1985年1月12日と19日、バンドはロック・イン・リオに参加し、この時の映像はVHSでリリースされた。
1985年5月11日の東京公演の映像は「伝説のチャンピオン～ファイナル・ライヴ・イン・ジャパン」として1992年にリリースされたが、この後の5月13日に名古屋、5月15日に大阪でもコンサートを行っているのでこのタイトルは正しくない。

## セットリスト
これは1984年9月30日にオーストリアのウィーンで行われたライブのセットリストであり、ツアー期間中の全てのセットリストを表すものではない。
1. マシーン・ワールド
2. テア・イット・アップ
3. タイ・ユア・マザー・ダウン
4. アンダー・プレッシャー
5. 愛にすべてを
6. キラー・クイーン
7. 輝ける7つの海
8. 炎のロックンロール
9. ライアー
10. インプロプトゥ
11. 永遠の誓い
12. ドラゴン・アタック
13. ナウ・アイム・ヒア
14. 悲しい世界
15. ラヴ・オブ・マイ・ライフ
16. ストーン・コールド・クレイジー
17. グレイト・キング・ラット
18. キーボード・ソロ
19. ギター・ソロ
20. ブライトン・ロック
21. 地獄へ道づれ
22. ハマー・トゥ・フォール
23. 愛という名の欲望
24. ボヘミアン・ラプソディ
25. RADIO GA GA
アンコール
26. ブレイク・フリー (自由への旅立ち)
27. 監獄ロック
アンコール
28. ウィ・ウィル・ロック・ユー
29. 伝説のチャンピオン
30. ゴッド・セイヴ・ザ・クイーン

### 上記以外に演奏された曲
- シアー・ハート・アタック[5]
- ノット・フェイド・アウェイ[6]
- ステイング・パワー[7]
- '39[8]
- 土曜の夜は僕の生きがい[9]

## ツアー日程
| 日付                      | 都市               | 国               | 会場                                              |
| ------------------------- | ------------------ | ---------------- | ------------------------------------------------- |
| ヨーロッパ                |                    |                  |                                                   |
| 1984年8月24日             | ブリュッセル       | ベルギー         | フォレスト・ナショナル                            |
| 1984年8月28日             | ダブリン           | アイルランド     | RSDシモンズコート                                 |
| 1984年8月29日             | ダブリン           | アイルランド     | RSDシモンズコート                                 |
| 1984年8月31日             | バーミンガム       | イングランド     | NECアリーナ                                       |
| 1984年9月1日              | バーミンガム       | イングランド     | NECアリーナ                                       |
| 1984年9月2日              | バーミンガム       | イングランド     | NECアリーナ                                       |
| 1984年9月4日              | ロンドン           | イングランド     | ウェンブリー・アリーナ                            |
| 1984年9月5日              | ロンドン           | イングランド     | ウェンブリー・アリーナ                            |
| 1984年9月7日              | ロンドン           | イングランド     | ウェンブリー・アリーナ                            |
| 1984年9月8日              | ロンドン           | イングランド     | ウェンブリー・アリーナ                            |
| 1984年9月10日             | ドルトムント       | 西ドイツ         | ヴェストファーレンハーレン                        |
| 1984年9月14日             | ミラノ             | イタリア         | パラスポルト・ディ・サンシーロ                    |
| 1984年9月15日             | ミラノ             | イタリア         | パラスポルト・ディ・サンシーロ                    |
| 1984年9月16日             | ミュンヘン         | 西ドイツ         | オリンピアハレ                                    |
| 1984年9月18日             | パリ               | フランス         | ベルシー・アレナ                                  |
| 1984年9月20日             | ライデン           | オランダ         | フレンノールトハーレン                            |
| 1984年9月21日             | ブリュッセル       | ベルギー         | フォレスト・ナショナル                            |
| 1984年9月22日             | ハノーファー       | 西ドイツ         | エウロパハレ                                      |
| 1984年9月24日             | 西ベルリン         | 西ベルリン       | ドイチュランド・ハレ                              |
| 1984年9月26日             | フランクフルト     | 西ドイツ         | フェストハレ・フランクフルト                      |
| 1984年9月27日             | シュトゥットガルト | 西ドイツ         | ハンス・マルティン・シュライヤー・ハレ            |
| 1984年9月29日             | ウィーン           | オーストリア     | ウィーン・シュタットハレ                          |
| 1984年9月30日             | ウィーン           | オーストリア     | ウィーン・シュタットハレ                          |
| アフリカ                  |                    |                  |                                                   |
| 1984年10月5日             | サンシティ         | 南アフリカ共和国 | サンシティ・スーパーボウル                        |
| 1984年10月6日             | サンシティ         | 南アフリカ共和国 | サンシティ・スーパーボウル                        |
| 1984年10月7日             | サンシティ         | 南アフリカ共和国 | サンシティ・スーパーボウル                        |
| 1984年10月12日            | サンシティ         | 南アフリカ共和国 | サンシティ・スーパーボウル                        |
| 1984年10月13日            | サンシティ         | 南アフリカ共和国 | サンシティ・スーパーボウル                        |
| 1984年10月14日            | サンシティ         | 南アフリカ共和国 | サンシティ・スーパーボウル                        |
| 1984年10月18日            | サンシティ         | 南アフリカ共和国 | サンシティ・スーパーボウル                        |
| 1984年10月19日            | サンシティ         | 南アフリカ共和国 | サンシティ・スーパーボウル                        |
| 1984年10月20日            | サンシティ         | 南アフリカ共和国 | サンシティ・スーパーボウル                        |
| 南米 (ロック・イン・リオ) |                    |                  |                                                   |
| 1985年1月12日             | リオデジャネイロ   | ブラジル         | ロック・シティ                                    |
| 1985年1月19日             | リオデジャネイロ   | ブラジル         | ロック・シティ                                    |
| オセアニア                |                    |                  |                                                   |
| 1985年4月13日             | オークランド       | ニュージーランド | マウント・スマート・スタジアム                    |
| 1985年4月16日             | メルボルン         | オーストラリア   | メルボルン・スポーツ&エンターテイメント・センター |
| 1985年4月17日             | メルボルン         | オーストラリア   | メルボルン・スポーツ&エンターテイメント・センター |
| 1985年4月19日             | メルボルン         | オーストラリア   | メルボルン・スポーツ&エンターテイメント・センター |
| 1985年4月20日             | メルボルン         | オーストラリア   | メルボルン・スポーツ&エンターテイメント・センター |
| 1985年4月25日             | シドニー           | オーストラリア   | シドニー・エンターテイメント・センター            |
| 1985年4月26日             | シドニー           | オーストラリア   | シドニー・エンターテイメント・センター            |
| 1985年4月28日             | シドニー           | オーストラリア   | シドニー・エンターテイメント・センター            |
| 1985年4月29日             | シドニー           | オーストラリア   | シドニー・エンターテイメント・センター            |
| アジア                    |                    |                  |                                                   |
| 1985年5月8日              | 東京               | 日本             | 日本武道館                                        |
| 1985年5月9日              | 東京               | 日本             | 日本武道館                                        |
| 1985年5月11日             | 東京               | 日本             | 代々木体育館                                      |
| 1985年5月13日             | 名古屋             | 日本             | 愛知県体育館                                      |
| 1985年5月15日             | 大阪               | 日本             | 大阪城ホール                                      |

## 担当
- フレディ・マーキュリー - リード・ボーカル、ピアノ、リズムギター (「愛という名の欲望」)
- ブライアン・メイ - エレクトリック・ギター、アコースティック・ギター、コーラス
- ロジャー・テイラー - ドラムス、コーラス
- ジョン・ディーコン - ベース・ギター、リズムギター (「ステイング・パワー」)、コーラス

サポートメンバー
- スパイク・エドニー - キーボード、コーラス、リズムギター (「ハマー・トゥ・フォール」)